# دوري بوتان الوطني لكرة القدم 2015
دوري بوتان الوطني لكرة القدم 2015 هو الموسم 4 من دوري بوتان الوطني لكرة القدم. أشرف على تنظيمه اتحاد بوتان لكرة القدم، وكان عدد الأندية المشاركة فيه 7، وفاز فيه FC Terton ‏.